# Gemalter Scheibenzüngler
Der Gemalte Scheibenzüngler (Discoglossus pictus) ist ein Froschlurch aus der Familie der Alytidae.

## Beschreibung
Die Art erreicht eine Kopf-Rumpf-Länge von fünf bis sieben (selten: acht) Zentimetern, wobei die Männchen im Durchschnitt geringfügig größer werden. Die Schnauze am flachen, breiten Kopf ist stumpf zugespitzt; der Körper etwas untersetzt. Die Zehen haben Schwimmhäute. Die Zunge ist wie bei allen Discoglossiden scheibenförmig und mit dem Mundhöhlenboden verwachsen. Die Pupillen sind bei Tageslicht senkrecht-schlitzförmig bis "umgekehrt tropfenförmig"; äußere Trommelfelle sind meist nur undeutlich erkennbar. Vom Auge bis zur Schulter zieht sich ein schmaler Drüsenkomplex. Auch in der Rückenmitte befinden sich kleine Warzen und Drüsenleisten, während die übrige Haut eher glatt wie bei einem Frosch ist. Die Oberseite weist Zeichnungsmuster auf, die rötlich, gelblich, grün-gräulich, bronzefarben oder bräunlich gefärbt sein können. Die Art kommt dabei in drei Variationen vor: Tiere, die einheitlich gefärbt sind, Exemplare, die durch dunkle, große, hellgesäumte Flecken gekennzeichnet sind und Tiere mit zwei dunkelbraunen Längsbändern sowie einem hellen Band über dem Rücken und zwei hellen Bändern an den Seiten. Die Unterseite ist weißlich. Die Männchen entwickeln zur Paarungszeit dunkel gefärbte Brunstschwielen an den Innenseiten der Finger und dunkle Verhornungen unter anderem im Kinn- und Brustbereich.
Discoglossus pictus sieht insbesondere dem Iberischen Scheibenzüngler (D. galganoi) sehr ähnlich; dieser wurde daher auch erst sehr spät als eigene Art erkannt und beschrieben. In älterer Literatur wird aus diesem Grund für den Gemalten Scheibenzüngler noch ein viel größeres Verbreitungsgebiet auf der Iberischen Halbinsel dargestellt.

## Verbreitung

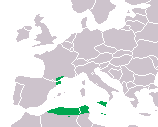
Verbreitungsgebiet des Gemalten Scheibenzünglers

Die Nominatform Discoglossus pictus pictus lebt auf Malta, Gozo und Sizilien – dort bis in einer Höhe von 1500 m NN. Die Unterart D. p. auritus kommt ursprünglich im nördlichen Algerien und Tunesien vor. Sie wurde offenbar nach Südfrankreich eingeführt, von wo sich die Tiere dann über die Pyrenäen bis ins nördliche Katalonien (Spanien) ausbreiteten. Eine frühere weitere Unterart,  D. p. scovazzi aus Marokko sowie den spanischen Nordafrika-Exklaven Ceuta und Melilla, wird neuerdings als eigene Art Marokkanischer Scheibenzüngler (Discoglossus scovazzi) angesehen.

## Lebensraum und Lebensweise
Als Lebensraum dienen stehende und fließende Gewässer sowie offenes Gelände in der Nähe von Siedlungen und Weinbergen. Scheibenzüngler sind tag- und nachtaktiv, verstecken sich tagsüber aber meist unter Steinen. Die Paarungszeit reicht – zumindest in Nordafrika – von Januar bis November. Die bis zu 1000 Eier pro Weibchen werden in kleinen Laichklümpchen von 20 bis 50 Eiern oder auch einzeln in manchmal auch brackiges Wasser abgelegt, wobei sie vom inguinal klammernden Männchen äußerlich befruchtet werden. Die Kaulquappen schlüpfen nach zwei bis sechs Tagen. Die Metamorphose zum Landtier vollzieht sich nach ein bis drei Monaten. Die Nahrung der erwachsenen Tiere besteht aus Insekten, Mollusken, Regenwürmern und Spinnen.

## Artenschutz
Gesetzlicher Schutzstatus (Auswahl)
- Fauna-Flora-Habitat-Richtlinie (FFH-RL): Anhang IV (streng zu schützende Art)
- Bundesnaturschutzgesetz (BNatSchG): streng geschützt